# Chabria mindanaica
Chabria mindanaica es un coleóptero de la familia Chrysomelidae.
Fue descrita científicamente en 2001 por Medvédev.